# Rudolf Weinhold
Rudolf Weinhold (* 16. März 1925 in Pirna; † 1. Februar 2003 in Dresden) war ein deutscher Volkskundler, der sich vor allem mit der traditionellen Keramik und dem Weinbau in Ostdeutschland befasste.

## Leben
Weinhold legte 1946 sein Abitur an der Thomasschule zu Leipzig ab. Er studierte 1948 bis 1952 Ethnologie sowie Vor- und Frühgeschichte an der Universität Leipzig, wurde dort Aspirant und promovierte mit einer Arbeit über das Töpferhandwerk in der Oberlausitz zum Dr. phil. Es folgten Tätigkeiten am Institut für Volkstumsforschung in Leipzig und 1957 der Wechsel an das Institut für Volkskunde der DAW in Berlin. Hier war er an der Inventarisierung bäuerlicher Arbeitsgeräte der Museen der DDR beteiligt und befasste sich also mit Themen der Agrarethnographie. 1971 reichte er seine Habil.-Schrift "Winzerarbeit an Elbe, Saale und Unstrut" und promovierte zum Dr. sc. Als Mitglied des wissenschaftlichen Beirats für Heimatforschung des Geographischen Instituts der Akademie der Wissenschaften der DDR war er hinsichtlich des Themengebiets Geschichte an der Herausgabe der Reihe Werte unserer Heimat beteiligt.

## Schriften (Auswahl)
- Beiträge zur Geschichte des Oberlausitzer Töpferhandwerks, Berlin 1958 (Dissertationsschrift).
- Töpferwerk in der Oberlausitz, Berlin 1958.
- Gemeinsamkeiten und Wechselbeziehungen zwischen der ungarischen und deutschen Weinkultur (zur Frage einer mitteleuropäischen Schichtung), Budapest 1965.
- Winzerarbeit an Elbe, Saale und Unstrut. Eine historisch-ethnographische Untersuchung der Produktivkräfte des Weinbaus auf dem Gebiete der DDR. Berlin 1973.
- Vivat Bacchus. Eine Kulturgeschichte des Weines und des Weinbaus, Leipzig 1975.
- Leben mit Ton und Töpfern, Triesen, 1982.
- Ton in vielerlei Gestalt, Leipzig 1982.
- Volksleben zwischen Zunft und Fabrik, Berlin 1982.
- Keramik in der DDR, Leipzig 1988.
- Geschichtliches zum Weinbau in und um Meißen, Dresden 1988.
- »In unserm Berg liegt ein Schatz«. Historische Nachrichten zum Weinbau in der Lößnitz. In: Dresdner Geschichtsverein (Hrsg.): Kulturlandschaft Lößnitz-Radebeul. (= Dresdner Hefte Nr. 54), Verlag Dresdner Geschichtsverein, Dresden 1998, ISBN 3-910055-44-3, S. 14–22.
- Meißen als historisches Weinbau-Zentrum. Ein geschichtlicher Überblick, Radebeul 1998.